# 一色公深
一色 公深（いっしき きみふか/こうしん）は、鎌倉時代の武士。一色氏の祖。左京大夫。入道して、大夫法師と号す。宮内卿律師、一色阿闍梨。また公深は法名ともいう。

## 事績・経歴
弘長3年（1263年）10月23日、誕生した。足利泰氏の七男。母は桜井判官代某の娘。
はじめ三河国幡豆郡吉良荘一色に住み、一色を称した。元応元年（1319年）、下総国葛飾郡田宮荘幸手（現在の埼玉県幸手市中一丁目）に移住し、同地に幸手城を築いたという。
その後、領地替えのため、下総国小文間（茨城県取手市）、次いで木野崎村に入った。
元徳2年（1330年）2月17日、死去。孝厳相公宝持寺と号す。幸手の宝持寺に葬られた。

## 家族
○出典：『尊卑分脈』、『寛政重修諸家譜』
- 兄弟
  - 斯波家氏
  - 渋川義顕
  - 足利頼氏
  - 覚玄
  - 相義
  - 石塔頼茂
  - 一色公深
  - 上野義弁
  - 覚海
  - 小俣賢宝
  - 賢弁
  - 加古基氏
  - 女子 - 北条業時の妻
  - 女子 - 吉良満氏の妻
  - 女子
- 室：今川国氏の娘
- 子
  - 頼行
  - 範氏